# Distretto di Asutifi Sud
Il distretto di Asutifi Sud  (ufficialmente Asutifi South District, in inglese) è un distretto della regione di Ahafo del Ghana.